# Pastrvke
Lososi (lat. Salmoniformes) su red (taksonomija) riba iz razreda zrakoperki (lat. Actinopterygii). Kako red ima samo jednu porodicu (monotipična porodica), pastrvke Salmonidae, često se nazivi "lososi" koriste i za porodicu, kao i "pastrvke" uz porodicu i za red. Ova skupina obuhvaća cijeli niz u kulinarstvu vrlo cijenjenih vrsta riba. Porodici Thaumaturidae, pripadaju jedino fosilne vrste, od kojih je poznata Thaumaturus furcatus Reuss, 1844 †

## Rasprostranjenost
Ova je skupina prvobitno nastanjivala samo vode sjeverne polutke: Europe, Azije (osim Arapskog poluotoka, Indijskog potkontinenta i jugoistočne Azije), sjevera sjeverne Amerike, Islanda i Grenlanda. Lososi žive ili cijeli život u slatkim vodama, ili se u njima samo mrijeste i legu, da bi potom otišle u najbliže more. Te vrste zatim žive u moru dok ne dosegnu spolnu zrelost. Tada ponovo odlaze na mriješćenje u slatke vode u kojima su se izlegle.
Neke vrste lososa ljudi su iz gospodarskih razloga uveli i u druge dijelove svijeta, između ostalih i zemlje južne polutke s umjerenom klimom, kao što su Novi Zeland, Čile i Argentina.

## Osobine
Salmonide (kako se ova skupina često naziva) imaju izduženo tijelo koje je u poprečnom presjeku ovalno. Trbušna peraja im je u sredini tijela. Između samo jedne leđne i repne peraje većina vrsta ima malenu masnu peraju. Kralježnica im ima između 50 i 75 kralježaka a zadnja tri, koji čine repni korijen, savinuta su lučno prema gore. Škrge imaju 7 do 20 škržnih listova smještenih na 4 škržna luka. Imaju dobro razvijenu neprekinutu bočnu prugu. Duljina im se kreće od 12 cm pa do 1,50 m.

## Potporodice s rodovima i neke vrste
Trenutno (2013) je na popisu 222 priznate vrste u porodici salmonidae.
- Porodica: Salmonidae
  - Potporodica: Coregoninae
    - Coregonus
    - Prosopium
    - Stenodus

  - Potporodica: Thymallinae
    - Thymallus

  - Potporodica: Salmoninae
    - Brachymystax
    - Hucho
      - Hucho hucho

    - Oncorhynchus
      - Oncorhynchus masu
      - Oncorhynchus tshawytscha
      - Oncorhynchus keta
      - Oncorhynchus kisutch
      - Oncorhynchus gorbuscha
      - Oncorhynchus nerka
      - Kalifornijska pastrva Oncorhynchus mykiss

    - Parahucho
    - Salmo
      - Salmo salar
        - Salmo salar sebago

      - Jadranska pastrva Salmo obtusirostris
      - Potočna pastrva Salmo trutta

    - Salvelinus
    - Salvethymus
- Porodica Thaumaturidae † 
  - Rod:  Thaumaturus †
    - Vrsta: Thaumaturus furcatus Reuss, 1844 †